# William Roy
William Roy, škotski general in vojaški inženir, * 4. maj 1726, † 1. julij 1790.
Roy je s svojimi novimi znanstvenimi pristopi odločilno prispeval k bolj točnemu geodetskemu mapiranju Združenega kraljestva.